# WISPA World Grand Prix Finals 1998/99
Die WISPA World Grand Prix Finals 1998/99 fanden vom 15. bis 19. April 1999 in Hurghada, Ägypten, statt. Die World Grand Prix Finals waren Teil der WSA World Tour 1998/99 und mit 41.000 US-Dollar dotiert.
Die topgesetzte Michelle Martin verteidigte erfolgreich ihren Titel aus dem Vorjahr. Sie setzte sich im Finale gegen Carol Owens, der sie in der Gruppenphase noch in drei Sätzen unterlegen war, mit 9:4, 9:7, 2:9 und 9:4 durch.

## Ergebnisse

### Gruppe A

#### Tabelle
| Pos. | Setzliste | Spielerin       | Spiele | Sätze | Punkte |
| ---- | --------- | --------------- | ------ | ----- | ------ |
| 1    | 8         | Carol Owens     | 3:0    | 9:1   | 90:36  |
| 2    | 1         | Michelle Martin | 2:1    | 7:4   | 84:69  |
| 3    | 5         | Leilani Joyce   | 1:2    | 3:7   | 48:75  |
| 4    | 4         | Suzanne Horner  | 0:3    | 2:9   | 54:96  |

#### Ergebnisse
| Spielerin       | Spielerin       | Ergebnis            |
| --------------- | --------------- | ------------------- |
| Michelle Martin | Suzanne Horner  | 6:9, 10:8, 9:3, 9:4 |
| Carol Owens     | Leilani Joyce   | 9:1, 9:2, 9:1       |
| Michelle Martin | Leilani Joyce   | 9:2, 9:5, 9:3       |
| Carol Owens     | Suzanne Horner  | 9:0, 10:8, 9:1      |
| Carol Owens     | Michelle Martin | 9:3, 8:10, 9:4, 9:6 |
| Leilani Joyce   | Suzanne Horner  | 9:6, 7:9, 9:1, 9:5  |

### Gruppe B

#### Tabelle
| Pos. | Setzliste | Spielerin         | Spiele | Sätze | Punkte |
| ---- | --------- | ----------------- | ------ | ----- | ------ |
| 1    | 3         | Cassie Jackman    | 3:0    | 9:1   | 86:35  |
| 2    | 6         | Natalie Grainger  | 2:1    | 7:3   | 78:46  |
| 3    | 2         | Sarah Fitz-Gerald | 1:2    | 3:6   | 27:64  |
| 4    | 7         | Sabine Schöne     | 0:3    | 0:9   | 36:82  |

#### Ergebnisse
| Spielerin         | Spielerin         | Ergebnis           |
| ----------------- | ----------------- | ------------------ |
| Sarah Fitz-Gerald | Sabine Schöne     | 9:3, 9:3, 9:4      |
| Cassie Jackman    | Natalie Grainger  | 5:9, 9:4, 9:4, 9:6 |
| Natalie Grainger  | Sarah Fitz-Gerald | walkover           |
| Cassie Jackman    | Sabine Schöne     | 9:4, 9:5, 9:3      |
| Natalie Grainger  | Sabine Schöne     | 10:9, 9:5, 9:0     |
| Cassie Jackman    | Sarah Fitz-Gerald | walkover           |

### Halbfinale
| Spielerin      | Spielerin        | Ergebnis                 |
| -------------- | ---------------- | ------------------------ |
| Carol Owens    | Natalie Grainger | 9:6, 6:9, 3:9, 10:8, 9:7 |
| Cassie Jackman | Michelle Martin  | 5:9, 3:9, 9:10           |

### Spiel um Platz 3
| Spielerin        | Spielerin      | Ergebnis      |
| ---------------- | -------------- | ------------- |
| Natalie Grainger | Cassie Jackman | 3:9, 2:9, 6:9 |

### Finale
| Spielerin   | Spielerin       | Ergebnis           |
| ----------- | --------------- | ------------------ |
| Carol Owens | Michelle Martin | 4:9, 7:9, 9:2, 4:9 |